# Mir Samir
Mir Samir (en persa میرسمیر), també anomenat Mir Simir o Simirdar, és una muntanya de l'Hindu Kush, a l'Afganistan. La primera ascensió del cim va tenir lloc el 1959, malgrat la tradició local deia que no es podia escalar.

## Geografia
El Mir Samir es troba al costat est de la vall superior de Panjshir, Afganistan, a la frontera del Nuristan. Es troba uns 150 quilòmetres al nord de la ciutat de Jalalabad, i uns 160 quilòmetres al nord-est de la ciutat de Charikar.
Fins al 1966 es creia que el Mir Samir tenia 6.059 msnm, però la seva alçada s'ha revisat fins a situar-la en 5.809 msnm.
Els britànics van cartografiar l'Afganistan durant la Segona guerra anglo-afganesa del 1878-1880. Amb tot, els cartògrafs van haver de treballar sota foc i no van poder creuar l'Hindu Kush. El cartògraf Scott vaJalalabad (Nangarhar)

## Ascensions
Al llibre An Unexpected Light: Travels in Afghanistan Jason Elliot exposa que els afganesos creien que el "Mir Samir no podia ser escalat per l'home", motiu pel qual els estrangers que ho havien intentat no havien tingut èxit.
Eric Newby i Hugh Carless "gairebé van pujar" al cim el 1956, tal com es descriu a l'humorístic A Short Walk in the Hindu Kush, tot i que, en termes alpinistes, el seu reconeixement de l'Hindu Kush va ser considerat com un "esforç insignificant".
Harald Biller, líder de l'expedició de reconeixement de l'Hindu Kush de Nürenberg de 1959, va escalar el Mir Samir juntament amb la seva dona i els seus acompanyants el 24 de juliol de 1959, trobant-se amb trams de grau V. En aquella època es creia que la muntanya tenia 6.059 metres d'alçada. No sols fou el primer ascens del Mir Samir, sinó també "el primer ascens d'un gran cim a l'Afganistan".